# Gondizalves
Gondizalves ist ein Ort und eine ehemalige Gemeinde (Freguesia) im Norden Portugals.

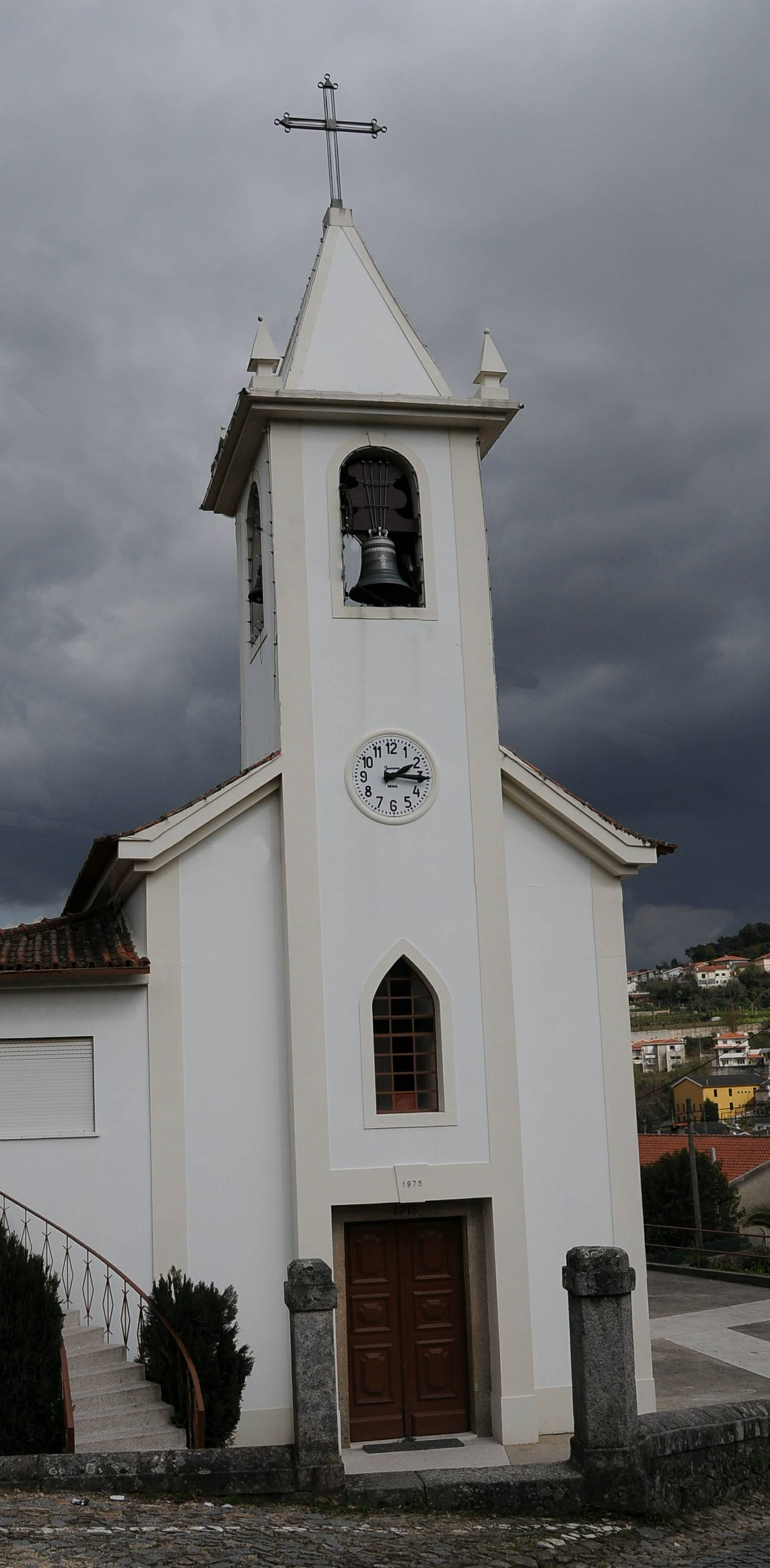
Kirche von Gondizalves

Gondizalves gehört zum Kreis und zur Stadt (pt: Cidade) Braga im Distrikt Braga. Die Gemeinde hatte eine Fläche von 1,68 km² und 1441 Einwohner (Stand 30. Juni 2011).
Am 29. September 2013 wurden die Gemeinden Gondizalves und Ferreiros zur neuen Gemeinde União das Freguesias de Ferreiros e Gondizalves zusammengeschlossen.